# 8313-as mellékút (Magyarország)
A 8313-as számú mellékút egy négy számjegyű mellékút Veszprém vármegye középső részén. A Veszprém nyugati szomszédságában lévő településeken húzódik végig, régebben a térség főútvonala lehetett, de a 8-as főút ezen a szakaszon ma már a településeket elkerülve húzódik.

## Nyomvonala
A 8-as főút 60. kilométerétől indul nyugati irányban, de közvetlenül nem találkoznak, mivel a főút le- és felhajtói öt számjegyű útként önállóan számozódnak, az egyesülésükig: a lehajtó ág a 80 609-es, a felhajtó a 80 610-es számot viseli. Kezdetétől fogva Márkó településen húzódik, majd eléri annak lakott területét, rövid belterületi szakasza a Kálvária utca nevet viseli. 1,5 kilométer után kiágazik belőle észak felé a 83 111-es út Hárskút felé, ez szolgálja ki a Székesfehérvár–Szombathely-vasútvonal Márkó megállóhelyét is.
2,4 kilométer megtétele után felüljárón keresztezi a 8-as főutat, ami itt a 62+600-as kilométerszelvénye táján tart, itt a lehajtó ág Budapest felől a 80 611-es, a felhajtó Körmend felé a 80 612-es, a lehajtó Körmend (Rábafüzes) felől a 80 613-as és a felhajtó Székesfehérvár (Budapest) felé a 80 614-es útszámot viseli. Rögtön ezután az út Bánd területére lép, 3,3 kilométer után éri el a község első házait, innentől Petőfi Sándor utca néven húzódik.
5,3 kilométer után kilép a faluból, a 80 628-as és 80 627-es számú átkötő utakkal csatlakozik a 8-ashoz, amit az 5+700-as kilométerszelvényénél ismét egy felüljáróval keresztez. Hatodik kilométerénél már Herenden jár, ahol Kossuth Lajos utca a neve. A központban, a Herendi Porcelánmanufaktúra Zrt. épületegyüttesét elhagyva, 7. kilométere táján keresztezi a 83 305-ös utat, ami eredetileg a 8-as főútból ágazott ki észak felé Vasút utca néven (ma már csak a 80 629-es lehajtóval és a 80 630-as felhajtóval találkozik; folytatása ellenkező irányban a 73 115-ös út, Szentgálon át Úrkút széléig) és 1,2 kilométer uitán Herend vasútállomásnál ér véget.
A 8313-as út innen még tovább húzódik nyugat felé, Herend közigazgatási területének nyugati széléig, majd a 8-asba torkollva ér véget, annak 68+300-as kilométerszelvényénél. Teljes hossza, az országos közutak térképes nyilvántartását szolgáló kira.gov.hu adatbázisa szerint 8,704 kilométer.

## Települések az út mentén
- Márkó
- Bánd
- Herend

## Története
Ezen a tájon már az ókori Római Birodalom idején út húzódhatott, a régészek Herend térségében keresik az Aquincumot és Savariát összekötő út nyomait.
Az 1930-as évekig ez az út jelenthette a környék fő útvonalát, csak akkor dőlt el, hogy a 8-as főutat Veszprém után nem Tapolca, hanem Herend–Jánosháza felé vezetve építik meg.